# Francesco Matteuzzi
Francesco Matteuzzi (Firenze, 1978) è un fumettista, giornalista e scrittore italiano.
È autore di romanzi, racconti e sceneggiature per fumetti, cortometraggi e radiodrammi, oltre che di un libro intervista a Dave McKean e di articoli sul fumetto pubblicati dalla rivista Fumo di China.
Ha collaborato alle serie a fumetti L'insonne, The Secret, Jonathan Steele e Dampyr.

## Riconoscimenti
- 2009 - Premio Giancarlo Siani, con il libro a fumetti Don Peppe Diana. Per amore del mio popolo, scritto con Raffaele Lupoli (2009)

## Pubblicazioni

### Libri a fumetti
- 2009 - Don Peppe Diana. Per amore del mio popolo (con Raffaele Lupoli) (Round Robin)
- 2010 - Anna Politkovskaja (disegni di Elisabetta Benfatto) (BeccoGiallo)
- 2010 - Le nuove avventure di Benedetto Papa (Dada Editore)
- 2012 - Philip K. Dick (disegni di Pierluigi Ongarato) (BeccoGiallo)
- 2017 - Dai Gas, Liz! (disegni di Marcello Toninelli) (Taita Press)
- 2017 - Desert Route (disegni di Marco Sada) (Renbooks)
- 2018 - #vengoanchio Vol 1: Niente sesso (con Luca Mazzocco, disegni di Aa. Vv.) (Dada Editore)
- 2018 - #vengoanchio Vol 2: Siamo supereroi (con Luca Mazzocco, disegni di Aa. Vv.) (Dada Editore)
- 2019 - #vengoanchio Vol 3: La mia vita senza Tom (con Luca Mazzocco, disegni di Aa. Vv.) (Dada Editore)
- 2019 - #vengoanchio Vol 4: La mia vita senza Mike (con Luca Mazzocco, disegni di Giorgia Lain) (Dada Editore)
- 2020 - Mark Rothko. Il miracolo della pittura (disegni di Giovanni Scarduelli) (Centauria)
- 2021 - La linea dell'orizzonte (con Francesco Della Puppa, disegni di Francesco Saresin) (BeccoGiallo)
- 2021 - Hokusai. Discovering Japan (disegni di Giuseppe Latanza) (Mondadori Electa)
- 2022 - Il suo nome è Banksy (disegni di Marco Maraggi) (Centuria)
- 2023 - Funny Things (disegni di Luca Debus) (BeccoGiallo)

### Romanzi per bambini
- 2012 - Tre spie per un imperatore (Eli-La Spiga)
- 2013 - Le nuove avventure di Peter Pan (con Andrea Antonazzo)  (DeAgostini)
- 2013 - Il giornalino di Luca (Eli-La Spiga)
- 2014 - Ma quanto sei cresciuto? (con Andrea Antonazzo) (Eli-La Spiga)
- 2015 - Robin Hood (Eli-La Spiga)
- 2018 - Scuola di mostri (con Andrea Antonazzo) (Eli-La Spiga)
- 2018 - Una famiglia strana (Eli-La Spiga)

### Saggi
- 2013 - Dave McKean (con Laura Pasotti) (Comicout)

| Controllo di autorità | VIAF (EN) 170316143 · ISNI (EN) 0000 0001 1914 482X · LCCN (EN) nb2011010707 · GND (DE) 1225071755 |